# Octobre 2011

## Faits marquants
- dimanche 2 octobre : Helle Thorning-Schmidt devient la première femme ministre d’État du Danemark.

- lundi 3 octobre : l’Américain Bruce Beutler, le Français Jules Hoffmann et le Canadien Ralph Steinman reçoivent le prix Nobel de physiologie ou médecine pour leurs travaux sur le système immunitaire.

- dimanche 9 octobre :
  - élections législatives en Pologne;
  - élection présidentielle au Cameroun;
  - premier tour de la primaire socialiste française, première du type en France.

- samedi 15 octobre :
  - inauguration du premier Centre LGBTI (lesbien, gay, bisexuel-le, transgenre, intersexe) de France par le maire de Strasbourg ;
  - début de l'intervention kényane en Somalie.

- Jeudi 20 octobre : 
  - Mort de Mouammar Kadhafi

- dimanche 23 octobre :
  - élections fédérales en Suisse (Conseil national et Conseil des États) ;
  - élection présidentielle bulgare ;
  - élection de l'assemblée constituante tunisienne de 2011 ;
  - finale de la coupe du monde de rugby à XV 2011.
- 27 octobre : élection présidentielle irlandaise, Michael D. Higgins est élu.
- 31 octobre : La population mondiale passe le cap des 7 milliards d'habitants sur Terre.